# Horapollon
Horapollon, en grec ancien Ὡραπόλλων (ou Horapollon le Jeune, Horapollon du Nil), est un philosophe alexandrin de la deuxième moitié du Ve siècle.

## Notice Biographique
Il est issu d’une famille de lettrés, de culture grecque, originaire de Phénébythis, en Haute-Égypte, près d’Akhmîn. Son grand-père et homonyme, Horapollon le Grammairien (dit aussi l'Ancien), a enseigné la littérature à Constantinople et à Alexandrie (IVe-Ve siècle de notre ère). Horapollon du Nil (dit aussi Horapollon le Jeune ou l’Égyptien) suit son exemple et dans un premier temps enseigne dans une scholè d’Alexandrie. Mais, persécuté en raison de sa fidélité aux derniers tenants du paganisme, il doit s’enfuir (482) ; il se convertit ensuite au christianisme au grand étonnement de son entourage. Un document publié et commenté par Jean Maspero se fait l’écho de sa notoriété mais aussi de ses graves démêlés conjugaux,.

## Œuvre
On attribue à Horapollon du Nil la composition des Hieroglyphica, un traité en grec sur les hiéroglyphes égyptiens, en deux livres. On y trouve 189 hiéroglyphes, sans figures, avec la description de leur graphie, leur sens, et souvent un commentaire. C’est le seul traité sur les hiéroglyphes écrit dans l’Antiquité qui nous soit parvenu dans son intégralité, malgré quelques altérations de détail.
Le premier livre, soigneusement construit, se présente comme ayant été composé par Horapollon du Nil lui-même en « langue égyptienne » (vieux copte) puis traduit en grec par un nommé Philippos ; la plupart des hiéroglyphes qu’il contient renvoient à de véritables hiéroglyphes égyptiens. Le livre II, quoique toujours sous le nom d’Horapollon, n’est pas de la même main. On l’attribue à Philippos. Composite, il associe à quelques hiéroglyphes authentiques une suite de hiéroglyphes apocryphes inspirés des naturalistes gréco-romains.
Conservé par les Byzantins, le traité est resté inconnu en Occident durant tout le Moyen Âge. Des copies parviennent en Italie au début du XIVe siècle. L’une d’elles, entrée en 1422 dans la bibliothèque des Médicis, porte la mention de son achat en juin 1419, dans l’île d’Andros, par un prêtre florentin, Cristoforo de’ Buondelmonti.
Étudiés et commentés d’abord sous forme manuscrite dans les universités de Padoue et de Bologne, les Hieroglyphica furent imprimés à Venise par Alde Manuce en 1505. Une traduction en latin, due à Bernardino Trebazio (1518), mainte fois reproduite, assura leur diffusion. Les éditions se succèdent : trente-huit de 1505 à 1627, avec des traductions en français, en allemand et en italien ; certaines sont illustrées. En 1597-1599 paraît une édition italienne expurgée à l’usage des collèges.
Albrecht Dürer avait lui aussi formé le projet d’une édition qui ne fut jamais réalisée. Les bibliothèques de Vienne et de Berlin conservent des dessins de l’artiste pour le livre I de cette entreprise abandonnée.

## Influence
Le livre a exercé une très grande influence sur la littérature savante et ésotérique du XVIe siècle et au-delà.
On crut en effet y retrouver la clef du « Mystère des Égyptiens », et celle d’une écriture par l’image qui fascina toujours l’Occident. Les Hieroglyphica ne pouvaient pourtant apporter aucun secours pour le déchiffrement des hiéroglyphes. Rédigés à une date très tardive, ils ne livrent que des lambeaux dépareillés d’une écriture presque oubliée. Un grand nombre (plus de 53%) des signes décrits sont bien dérivés de hiéroglyphes égyptiens authentiques, mais il fallut attendre les progrès de l’égyptologie contemporaine pour comprendre et préciser ce rapport. Champollion lui-même, tout en reconnaissant aux Hieroglyphica une relative pertinence, souligne leur parfaite inutilité pour le déchiffrement, d’ailleurs impossible à cette époque faute de documents et bien loin des motivations qui animaient les lettrés de la Renaissance.
En fait, l’intérêt de ceux-ci pour les Hieroglyphica fut plutôt philosophique que linguistique. Ce que les humanistes — Valla, Ficin, Érasme, Alciat, Rhodiginus, Rabelais, Nostradamus, etc. — y cherchèrent plutôt, à la suite de Plotin, c’est le secret d’une écriture concrète, à la performance immédiate, en prise directe avec les mystères de l’univers, qui s’exprimerait non par des mots abstraits mais par les choses mêmes : une écriture inaccessible au vulgaire et dont la connaissance aurait été réservée en Égypte aux prêtres et aux initiés. Cette vision de l’écriture égyptienne est largement inexacte mais ce malentendu, entretenu depuis l’Antiquité, ne pouvait qu’être conforté par l’absurdité apparente des signes décrits dans les Hieroglyphica dont seuls les égyptologues de notre temps peuvent restituer le sens. Le recueil fit donc longtemps figure de grimoire, d’autant plus séduisant qu’il était obscur.
Sur ce modèle on vit alors se développer une philosophie, voire une mode du hiéroglyphe, ainsi qu’une nouvelle forme d’expression, mêlant texte et image, pratiquant l’énigme et le symbole, destinée à un public d’amateurs et de lettrés. Écrire par figures éveilla l’émulation et suscita l’imitation. En même temps, on puisa dans les hiéroglyphes pour inventer une nouvelle symbolique.
Cette tendance, avec les pratiques qui en découlent, persista bien au-delà de la Renaissance, dans l’Emblématique et dans les Arts, par l’intermédiaire des Iconologies, largement inspirées des Hieroglyphica et la grande diffusion d’une vaste compilation, intitulée elle aussi Hieroglyphica due à l’érudit Pierio Valeriano, où les hiéroglyphes se mêlent aux références bibliques et aux souvenirs de l’Antiquité classique.

## Éditions
- Hieroglyphica, texte grec, imprimé pour la première fois à Venise en 1505 chez Alde Manuce.
  - suivent plus de quarante éditions et traductions, dont :
    - Hieroglyphica, traduction en latin de Bernardino Trebazio en 1518, souvent rééditée ;
    - deux traductions en français anonymes illustrées, en 1543 et 1553-1574.

- Éditions récentes :
  - Hori Apollinis Hieroglyphica, par Francesco Sbordone, Naples, Loffredo, 1940 (édition de référence) ;
  - The Hieroglyphics/ of/ Horapollo, 1950, 8°, New-York, in Bollingen Series, ed. G. Boas, rééd ;
  - ORAPOLLO/ I Geroglifici, 1996, Rizzoli, Milan, éd. M. A. Rigoni et E. Zanco, avec bibliographie ;
  - Des Niloten Horapollon Hieroglyphenbuch, 2001, K.G. Saur, München-Leipzig, éd. Thissen H.J. ;
  - Horapollo l’Egiziano, Trattato dei Geroglifici, Università degli studi di Napoli « l’Orientale » Quaderni di AION nuova séria 8, Napoli , 2002, éd. F. Crevatin et G. Tedeschi.
  - Horapollon/ Hiéroglyphes, Paris, Decoopman, 2020, éd. C.F. Brunon, nouvelle traduction en français et commentaires.
- En ligne sur http://asklepios.chez.com/index.htm : Hieroglyphica, édition grecque de Venise (1505) ; première traduction latine de B. Trebatio (1515) ; première traduction française dans une édition anonyme (1543) ; traduction française de B. Van de Walle & J. Vergote (1943).